# 四福音書記者 (ヨルダーンス)
『四福音書記者』（よんふくいんしょきしゃ、仏: Les Quatre évangélistes、英: The Four Evangelists）は、17世紀フランドル・バロック絵画の画家ヤーコプ・ヨルダーンスがキャンバス上に油彩で描いた絵画で、1625-1630年に制作されたと考えられている。現在、パリのルーヴル美術館に所蔵されている。作品はかつて、オランダの画家ピーテル・ラストマンやフランス王ルイ16世の所有であった。

## 作品
絵画は、4人の福音書記者であるマタイ、マルコ、ルカ、福音書記者聖ヨハネを描いている。背景は主に赤い布で覆われているが、わずかに空が垣間見える。
ヨハネは白い衣服を纏って前景におり、マタイは左端で「マタイによる福音書」を記しているが、通常彼に付き添う天使はここには登場していない。聖マタイは左手に本を持っており、あたかもこれから執筆するかのように左手にペンを持っている。アントウェルペンの聖ルカ組合の大広間管理人であるアブラハム・グラフェウス (Abraham Grapheus) の頭部習作が聖マタイの頭部に用いられている。
他の2人はアトリビュート (人物を特定するもの) が欠如しているため、どちらがマルコでルカであるのか特定できない。しかし、現実感はいっそう強まり、4人が心を1つにして神の言葉を誤りなく記そうとする熱気が鑑賞者に伝わってくる。４人の福音書記者は直立しており、膝から上のみの姿が見える。彼らの目は天使はテーブルの上にある本に注がれており、皆、瞑想と思索に耽っている。
4人のうち3人は日焼けした庶民として表されており、あたかも厳しい労働のためであるかのように皴が刻まれている。彼らは古代の賢人には見えず、以前彼らが勤しんだ職業に対するのと同様に使命に献身している人物たちに見える。皺だらけの皮膚や無骨な手足などの非理想的現実を強調するのは、16世紀末から17世紀初頭にイタリアのカラヴァッジョが先鞭をつけ、たちまちヨーロッパ中に広まった新趣向であった。

## 来歴
本作は、おそらく画家ピーテル・ラストマン (1583-1633年) の財産目録に言及されている絵画である。ラストマンは絵画の複製も制作している。後に、絵画はヴォドルイユ (Vaudreuil) 伯爵のJ・H・Fr・ド・ポール・ド・リゴー (J. H. Fr. de Paule de Rigaud, 1740-1817年) の所有となったが、1784年11月25日の競売で25番目の作品として出され、ルイ16世のためにパリの画商A・J・パイエ (A. J. Paillet) により購入された。作品は、1793年のルーヴル美術館の開館時に展示された。